# Osnovna šola Neznanih talcev Dravograd
Osnovna šola Neznanih talcev Dravograd je srednje velika slovenska šola, ki ima klet, pritljičje in dva nadstropja. V zadnjem letu je dobila nov prizidek, novo knjižnico in drugo. V njej je trenutno vpisanih 577 učencev.